# Billiards Worldcup Association
| Billiards Worldcup Association |                   |
|                                |                   |
| Verbandsdaten                  |                   |
| Gründung                       | 29. Dezember 1985 |
| Auflösung                      | 1999              |
| Disziplinen                    | Dreiband-Weltcup  |
| Präsident                      | Willy Schellbach  |
| Vizepräsident                  | Werner Bayer (†)  |
| Generalsekretär                | Hans Latza        |
| Kassenwart                     | Gerhard Feller    |
| Kontakt                        |                   |
| Repräsentation                 |                   |
| Sitz                           | Genf              |
| URL                            | –                 |
| Stand: Juli 2013               |                   |

Die Billiards Worldcup Association (BWA) war ein Billardverband, der sich von 1985 bis 2003 um die Ausrichtung und Vermarktung des Dreiband-Weltcups kümmerte. Er war dem Weltverband Union Mondiale de Billard (UMB) unterstellt.

## Geschichte

### Die Idee
Der BC 1921 Elversberg bestellte 1985 vier neue Caramboltische bei der belgischen Firma Duque. Bei den Preisverhandlungen ging man davon aus, dass man noch einige Prozente nach unten verhandeln kann. Duque ließ sich jedoch nicht beeindrucken, machte aber gleichzeitig den Vorschlag, dass ihr offizieller Vertreter, Raymond Ceulemans, zur Einweihung eine Vorführung abhalten kann. Der Verein zögerte nicht lange und nahm das Angebot an. Es war schließlich nicht alltäglich, den damaligen 32-fachen Weltmeister im Dreiband als Privatunterhalter zu bekommen.
Am 18. Dezember 1985 kam es zu der erwähnten Vorführung. Erstmals ließ der Verein eigens dafür Tribünen aufbauen. Die Ränge waren voll besetzt, als Ceulemans und Klaus Bosel spielten. Nach dem erwartungsgemäßen Partiegewinn Ceulemans’ über 50 Punkte führte dieser noch einige Kunsttöße vor, ehe es zum Essen gehen sollte. Da es schon spät geworden war und kein Restaurant mehr geöffnet hatte, entschied sich Bosel, Ceulemans und Werner Bayer (damaliger Vereinspräsident) mit zu sich nach Hause zu nehmen, dort bekochte Bosels Frau die Gäste. Mitternacht rückte heran, es war Bosels Geburtstag und eine Flasche Champagner wurde geöffnet, so saßen die drei noch länger zusammen und sprachen über die Zukunft des Dreibandsports. Ceulemans sagte, sehr zur Verwunderung Bayers, dass er noch „richtig“ arbeiten müsse, um finanziell über die Runden zu kommen. So entstand die Idee, den Dreiband-Sport zu professionalisieren und zu vermarkten.

### Gründung
Am 29. Dezember 1985 wurde die Gründungssitzung im Hotel „Goldener Kopf“ in Bad Säckingen, nahe der deutschschweizer Grenze, gegründet. Zur Gründungsversammlung waren 15 Personen gekommen, Sitz der BWA sollte Genf, in unmittelbarer Nähe zur UMB und dem IOC sein. Zu den Unterstützern gehörten unter anderem Georg Peltzer, Seniorchef und Nachfahre von Henri Simonis, dem Gründer von Simonis-Billardtuchfabrik 1680, und Reinhold Würth, Seniorchef der Würth-Gruppe.